# Jan-Olov Höög
Jan-Olov Höög, född 1955, är en svensk biokemist. 
Höög disputerade 1985 vid Karolinska institutet, där han senare blivit professor i medicinsk kemi samt dekanus för grundutbildningen.